# Veado-almiscareiro

Crânio

O veado-almiscareiro (Moschus moschiferus), é um animal nativo do nordeste asiático, encontrado em países como República Popular da China, Cazaquistão, Coreia do Sul, Coreia do Norte, Mongólia e Rússia. Atualmente, é classificada como uma espécie ameaçada. Possui uma glândula abdominal que produz almíscar, uma secreção de forte odor que é utilizada pelo homem na produção de perfumes e medicamentos.

## Nomes comuns
Dá ainda pelos seguintes  nomes comuns: almiscareiro e algália (não confundir com a Civettictis civetta, que consigo partilha estes dois nomes).